# 清水交流道
清水交流道位於臺灣臺中市清水區，為臺灣台61線指標150公里（南出北入實際里程為148.6k；北出南入實際里程為151.2k）處的交流道。交流道型式為鑽石型，在2000年12月22日通車。
|      | 150 清水 | 南下          | 高速公路 清水 台中港 |
| 北上 | 150 清水 | 高速公路 清水 |                      |

## 周邊設施與景點
- 臺中港
- 梧棲漁港
- 高美濕地
- 高美燈塔
- 臺中市港區藝術中心
- 臺中海洋生態館[2]

## 外部連結
- 台61線清水交流道示意圖 （页面存档备份，存于）（交通部公路總局）